# Histriazaur
Histriazaur (Histriasaurus boscarollii) – dinozaur z grupy diplodokokształtnych (Diplodocoidea); jego nazwa znaczy "jaszczur z (półwyspu) Istria".
Żył w epoce wczesnej kredy (ok. 136-125 mln lat temu – barrem) na terenach obecnej Europy. Długość ciała ok. 20 m, wysokość ok. 9 m, masa ok. 25 t. Jego szczątki znaleziono w Chorwacji (na półwyspie Istria).
Wykazuje pewne podobieństwa do rebbachizaura. Nieraz uważany jest za nomen dubium.